# نخستین اجرای سمفونی شماره ۷ شوستاکوویچ در لنینگراد

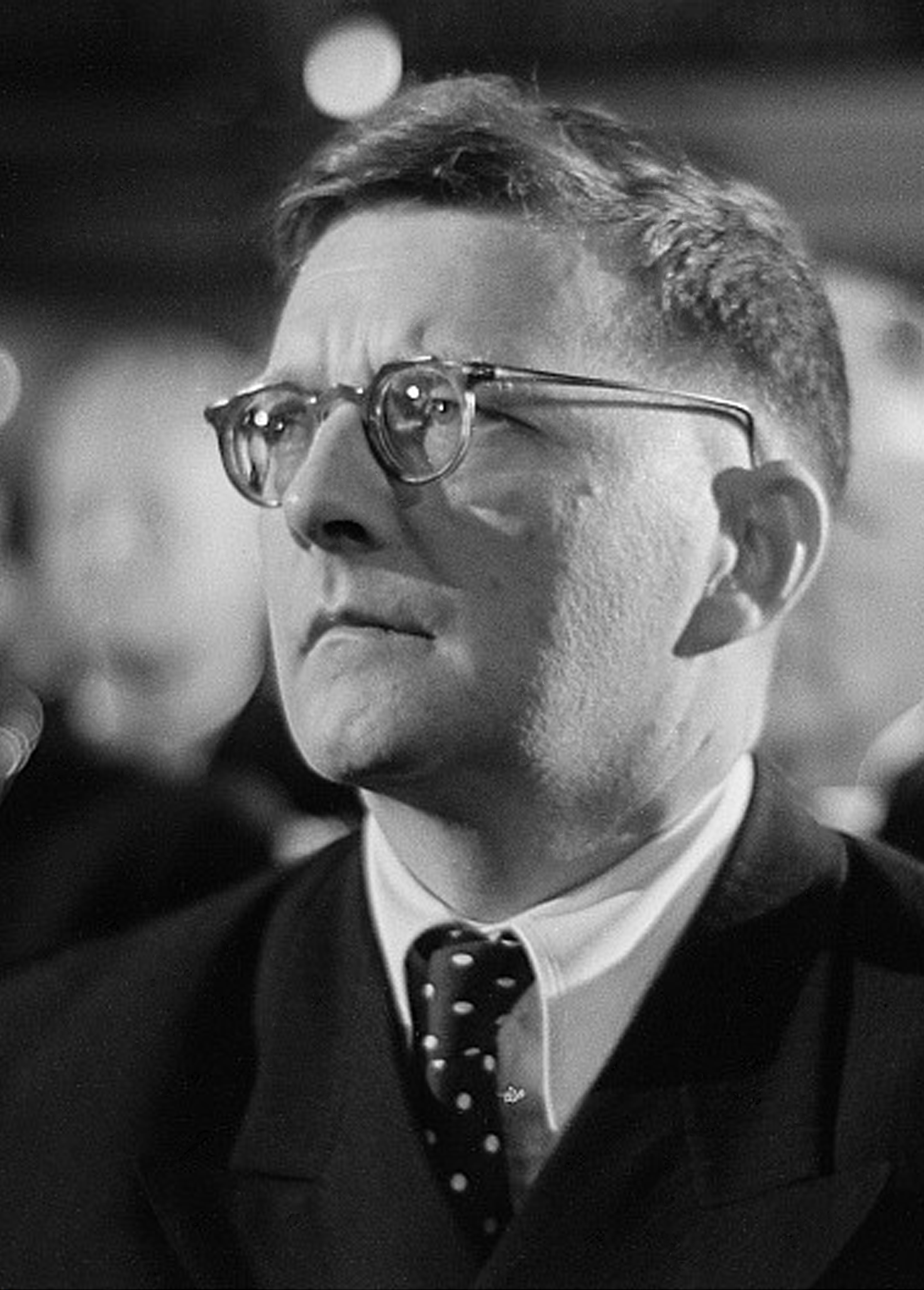
دمیتری شوستاکوویچ در ۱۹۵۰.

اجرای لنینگرادِ سمفونی شماره ۷ شوستاکوویچ (انگلیسی: Leningrad première of Shostakovich's Symphony No. 7) در طول محاصره لنینگراد (سن پترزبورگ فعلی) در جنگ جهانی دوم و در ۹ اوت ۱۹۴۲ رخ داد.
دمیتری شوستاکوویچ مایل بود سمفونی شماره ۷ توسط ارکستر فیلارمونیک سن پترزبورگ اجرا شود اما به خاطر محاصره، گروه و خود او که سازنده اثر بود، هنگام تخلیه شهر، بیرون رفته بودند. اولین اجرای جهانی سمفونی در کویبیشو و تالار بولشوی برگزار شد. اجرای لنینگراد توسط موزیسین‌های باقی‌مانده از ارکستر رادیوی لنینگراد که با نوازندگان نظامی کامل شده بود، نواخته شد. بیشتر نوازندگان دچار سوءتغذیه بودند که تمرین را برای آنها دشوار می‌کرد؛ آنها هنگام تمرین مرتب از حال می‌رفتند و سه نفر از آنها درگذشتند. گروه پیش از اجرای اصلی تنها توانست یک بار کل سمفونی را بنوازد.
با وجود شرایط بد نوازنده‌ها و بسیاری از مخاطبان، اجرای موفقی بود و یک ساعت به طول انجامید. کنسرت با انجام آفندی با کد Squall توسط ارتش شوروی و برای آرام کردن تحرکات ارتش آلمان در طول کنسرت، اجرا شد. ارتش شوروی برای ایجاد جنگ روانی علیه نیروهای آلمانی کنسرت را از طریق بلندگو در طول جبهه پخش کرد. این اجرا به خاطر اثرات سیاسی و روانی‌اش توسط منتقدین یکی از مهمترین اجراهای هنرمندانه در طول جنگ شناخته می‌شود. رهبر ارکستر چنین نتیجه گرفت که: «ما در آن لحظه بر ماشین جنگی بی‌روح آلمان پیروز شدیم.»
کنسرت‌های دیگری نیز با اجرای بازماندگان اجرای لنینگراد در سال‌های ۱۹۶۴ و ۱۹۹۲ اجرا شده‌است.